# Живкович, Борис
Бо́рис Жи́вкович (хорв. Boris Živković; 15 ноября 1975, Живинице) — хорватский футболист, защитник.

## Карьера
Борис Живкович начал в Боснии и Герцеговине, играя за юниоров «Сараева». После он перешёл в «Марсонию» из Славонского Брода. Играл в основном составе, чем заработал переход в «Хрватски Драговоляц», откуда после одного сезона отправился в немецкую бундеслигу. Новым местом работы был «Байер» (Леверкузен), где Борис играл шесть сезонов, проведя около 150 встреч, в том числе финальный матч Лиги чемпионов с мадридским «Реалом». Стал одной из легенд «Байера».
Затем перешёл в «Портсмут» по настоянию Харри Реднаппа. Игра там у него не удалась, Реднапп был уволен и Борис отправился обратно в Германию, теперь уже в «Штутгарт». Но и там у него не заладилось. Вскоре он был отправлен в аренду в «Кёльн», а оттуда уже отправился на родину, в «Хайдук» из Сплита.